# Kaple svatého Václava (Křinec)
Výklenková kaple svatého Václava v Křinci je drobná barokní sakrální stavba. Nachází se západně od Kuncberku. Stojí na rozcestí silnic na Žitovlice a na Bošín. Přes cestu od ní stojí vedle rozsáhlého hřbitova kaple sv. Jana Nepomuckého. Duchovní správou kaple sv. Václava spadá pod farnost Křinec. Kaple je chráněna jako kulturní památka.

## Historie
Barokní výklenková kaple se sochou sv. Václava pochází pravděpodobně z poloviny 18. století, respektive byla postavena někdy po roce 1720. V krajině byla umístěna v exponované poloze, přičemž zároveň tvoří protějšek (pendant) k nedaleko stojící hřbitovní kapli sv. Jana Nepomuckého.

## Architektura

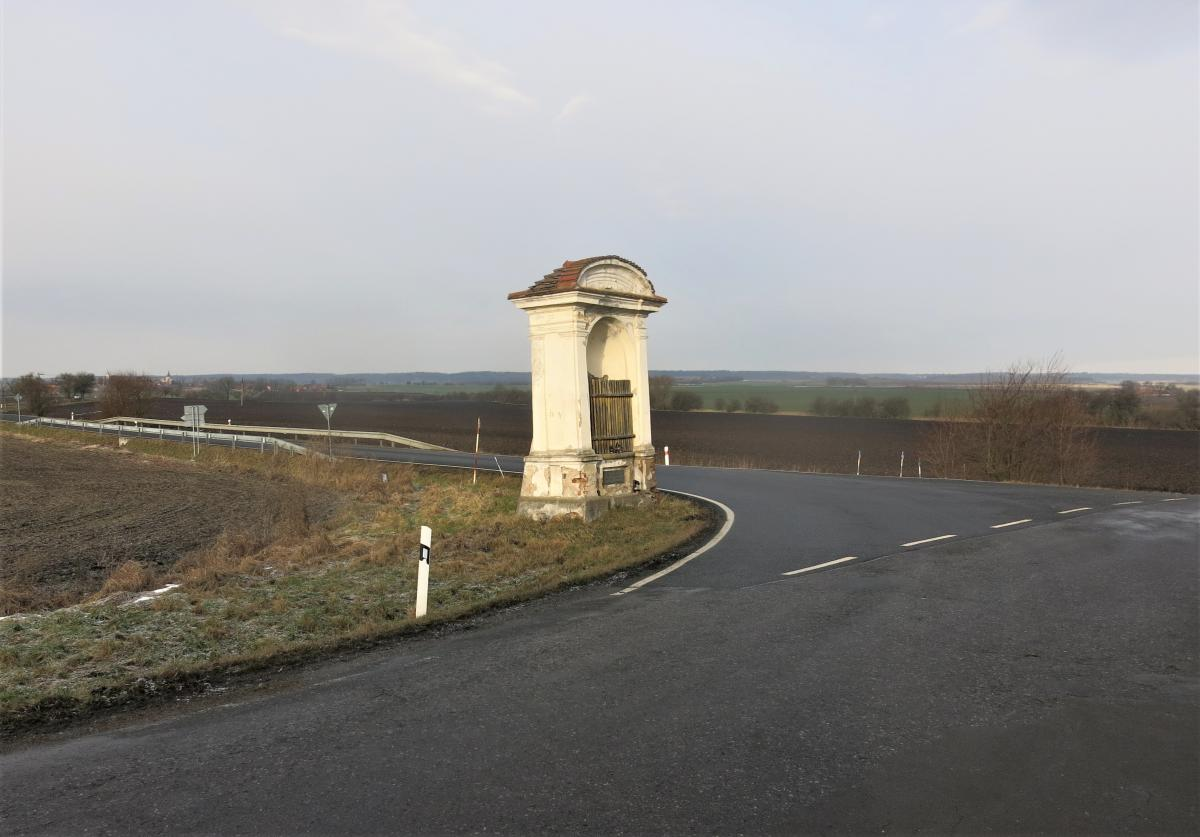
Výklenková kaple sv. Václava stojí na rozcestí proti kapli sv. Jana Nepomuckého

Jedná se o cihlovou stavbu na obdélném půdorysu, který je zpředu pravoúhle vykrojený. Sokl má ze tří stran. Fasáda kaple je členitá ze tří stran. Má zesílené spodky pilastrů, které jsou odděleny římsou. Čelní zaoblená strana kaple je s oblounovou římsou v úrovni spodku výklenku. Pod římsou se nachází obdélná vpadlina se zasazenou leštěnou deskou z černošedé žuly s vyrytým nápisem, který je citací ze svatováclavského chorálu:

SVATÝ VÁCLAVE / VÉVODO ČESKÉ ZEMĚ, NEDEJ / ZAHYNOUTI NÁM NI BUDOUCÍM !

Ve výklenku, který je sklenutý konchou se nachází pískovcová socha sv. Václava v životní velikosti. Pískovcový čtvercový soklík je nízký s profilací. Socha světce je s vlastním čtvercovým soklíkem. Sv. Václava je zobrazen v kontrapostu, tedy pravou nohu má vykročenou. Je oděn ve zbroji s pláštěm s pelerinou. Pravou rukou socha přes břicho přidržuje plášť. Na prsou má sv. Václav zavěšené Staroboleslavské paladium. Na jeho hlavě se nachází knížecí koruna. Leva ruka svírá praporec.

Po stranách výklenku a na bocích se nacházejí pilastry. Vlys je přerušený výklenkem. Ve cviklech jsou po stranách výklenku diamantování. Nahoře se nachází profilovaná římsa, která je nad výklenkem ustoupená. Římsa přesahuje na zadní stranu. Nad římsou je půlkruhový štít (tzv. stlačený oblouk). V segmentovém poli jsou úzké a širší ústupky. Stříška je sedlová a nízká. Jak stříška, tak i štít a římsa jsou kryty taškami bobrovkami. Zadní strana výklenkové kaple je hladká, avšak v dolních dvou pětinách šikmá.

Před sochou se nachází dřevěné zábradlí, které je zavěšené na skobách. Původně bylo zábradlí zeleně natřeno.